# 翘腹希蛛
翘腹希蛛（学名：Achaearanea celsabdomina）为球蛛科希蛛属的动物。在中国大陆，分布于海南等地。该物种的模式产地在海南尖峰岭。